# فيليب دي جوزيبي
فيليب دي جوزيبي هو لاعب هوكي الجليد كندي، ولد في 9 أكتوبر 1993 في Maple, Ontario ‏ في كندا.

## وصلات خارجية
- فيليب دي جوزيبي على موقع دوري الهوكي الوطني (الإنجليزية)
- فيليب دي جوزيبي على موقع EliteProspects.com (الإنجليزية)
- فيليب دي جوزيبي على موقع HockeyDB.com (الإنجليزية)
- فيليب دي جوزيبي على موقع Hockey-Reference.com (الإنجليزية)